# Thomas Oldham

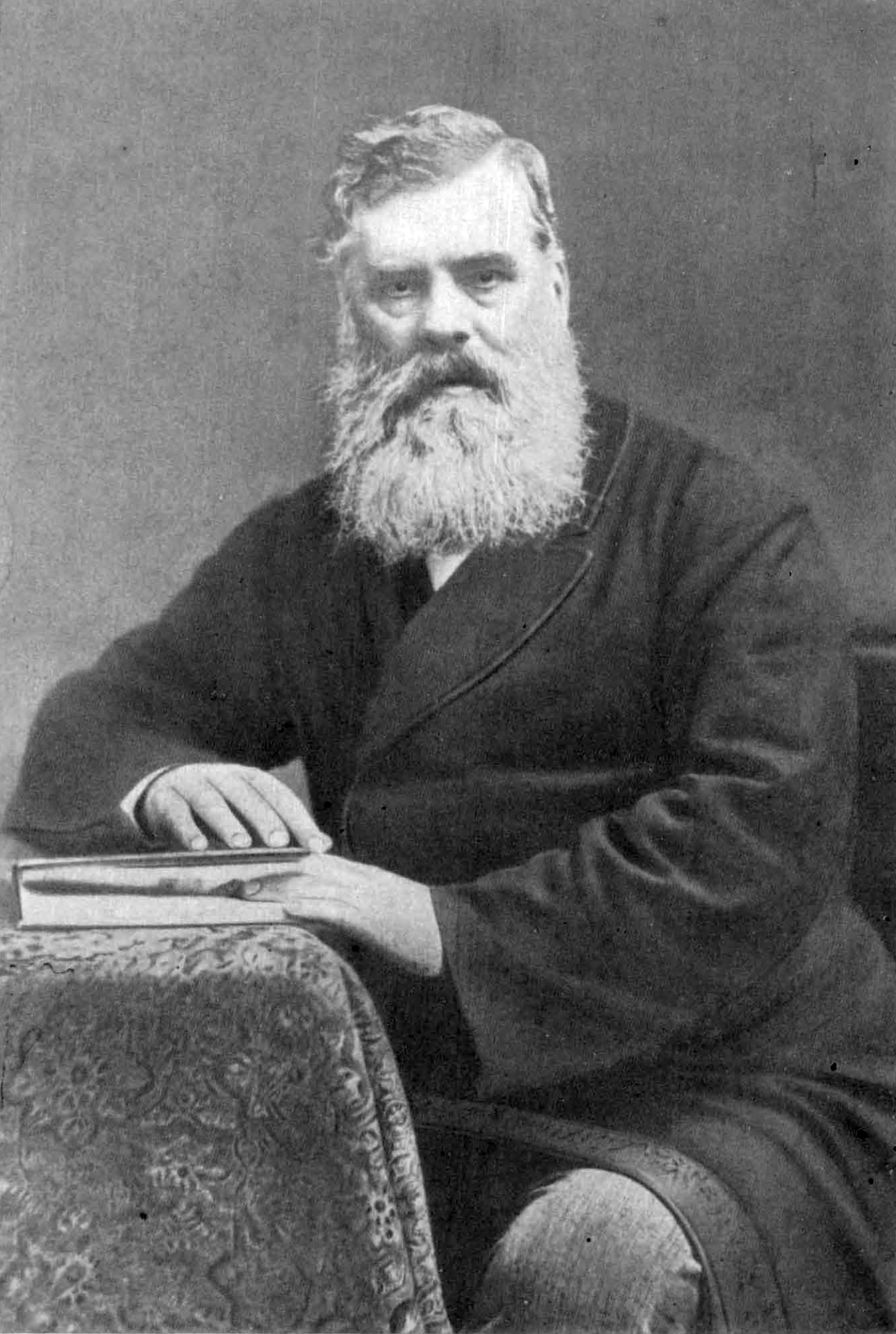
Thomas Oldham

Thomas Oldham (*  4. Mai 1816 in Dublin; † 17. Juli 1878 in Rugby, Warwickshire) war ein irischer Geologe. Er war der erste Direktor des Geological Survey of India (GSI).

## Leben
Oldham besuchte eine Privatschule in Dublin, studierte ab 1831 am Trinity College Dublin (Bachelor-Abschluss 1836) und Bauingenieurwesen an der University of Edinburgh, wo er auch Geologie bei Robert Jameson hörte. Er arbeitete eine Weile als Bauingenieur in Edinburgh. Ab 1838 war er in der geologischen Landesaufnahme von Irland als Assistent von Joseph Ellison Portlock (1794–1864) und kartierte in der Gegend von Londonderry und Tyrone. Nach Auflösung von Portlocks Survey 1843 war er Kurator der Geological Society of Dublin und ab 1845 als Nachfolger von John Phillips Professor für Geologie am Trinity College Dublin (zuvor war er dort schon ab November 1844 Assistenzprofessor für Bauingenieurwesen). 1846 wurde er außerdem Leiter der Sektion Irland des Geological Survey of Great Britain and Ireland. 1850 heiratete er Louisa Matilda Dixon, mit der er fünf Söhne und eine Tochter hatte, und er wurde im selben Jahr auf Empfehlung von Henry De la Beche zum Direktor des neu gegründeten Geological Survey of India berufen. 1851 traf er in Kalkutta ein. Der zur East India Company gehörige Survey sollte zunächst Kohle suchen, Oldham überzeugte seine Vorgesetzten aber davon, dass zunächst eine geologische Landesaufnahme erfolgen müsste und er sorgte 1856 im Rahmen einer Neuorganisation für eine ausreichende Ausstattung mit Bibliothek und eigener Sammlung (Museum) von Gesteinen, Mineralien und Fossilien. Oldham holte weitere Geologen aus Irland und anderen Teilen Europas (wie Henry Benedict Medlicott, Ferdinand Stoliczka) und auch sein ältester Sohn Richard Dixon Oldham arbeitete für den GSI. Er sorgte aber auch für die Anstellung und Ausbildung indischer Mitarbeiter und gründete beim GSI die Zeitschrift Palaeontographica Indica. 1876 ging er aus Gesundheitsgründen nach England zurück und wohnte in Rugby.
Die Spurenfossilien Oldhamia (Ediacarium, Kambrium) wurden 1848 von Edward Forbes nach ihm benannt. Er entdeckte sie 1840 bei Bray und sie galten eine Zeit lang als älteste bekannte Fossilien. Auch das Mineral Oldhamit ist nach ihm benannt.
Von ihm stammen rund 120 wissenschaftliche Veröffentlichungen. 1866 war er maßgeblich an der Gründung des Indian Museum beteiligt.
1848 wurde er Fellow der Royal Society, deren Royal Medal er 1875 erhielt. 1843 wurde er Fellow der Geological Society of London und 1842 Mitglied der Royal Irish Academy. 1857 wurde er Mitglied der Asiatic Society of Bengal und war viermal deren Präsident.
1857 wurde er Mitglied der Leopoldina.